# Sućuraj
Sućuraj – miejscowość w Chorwacji, w żupanii splicko-dalmatyńskiej, siedziba gminy Sućuraj. W 2011 roku liczyła 357 mieszkańców.

## Geografia
Jest położona we wschodniej części wyspy Hvar. Posiada połączenie promowe z Drvenikiem. Miejscowa gospodarka oparta jest na rybołówstwie i rolnictwie.

## Historia
Osadnictwo miało już miejsce w epoce brązu. Odnotowano także ślady osadnictwa iliryjskiego.
Prawdopodobnie już w XIII wieku założono klasztor augustianów. W XVI wieku miejscowość wielokrotnie ucierpiała w wyniku najazdów osmańskich. W 1613 roku Wenecjanie zbudowali fort.
W XIX wieku nastąpił rozwój Sućuraju. Wybudowano falochron i latarnię morską. Podczas II wojny światowej miejscowość ucierpiała w wyniku nalotów alianckich i niemieckich.